# John Paul Jones (sjöofficer)
John Paul Jones, född 6 juli 1747 i Arbigland i Kirkcudbrightshire i Skottland, död 18 juli 1792 i Paris, var en amerikansk sjöofficer. Han växte upp i Kirkcudbrightshire på Skottlands sydkust och gick till sjöss vid 13 års ålder. Han är känd för sina viktiga insatser under amerikanska frihetskriget (1775-1783) och blev tilldelad Kongressens guldmedalj för dessa insatser.

## Biografi
John Pauls far var trädgårdsmästare på godset Arbigland i Kirkcudbright, Skottland. Hans mor hette Jean MacDuff Paul och han hade en äldre bror, William Paul, som hade gift sig och emigrerat till den engelska kolonin Virginia i Amerika. John Paul blev tidigt lärling hos en detaljhandlare som ägde flera skepp. Vid tretton års ålder reste han över Solway Firth till hamnstaden Whitehaven i England. Han blev jungman på detaljhandlarens fartyg Friendship, som seglade på Västindien och den engelska kolonin Virginia.
I Virginia mönstrade  han av och hälsade på sin bror som bodde i Fredericksburg, Virginia nära floden Potomac. Han gick åter till sjöss och 1764 blev han styrman på slavskeppet King George som gick i triangelhandeln på Afrika.
Han kom att hata denna handel med människor.

## Maritim karriär

### Inledning i Handelsflottan
John Paul lärde sig allt om sjömanslivet på handelsfartyg och slavskepp. Under en resa från Jamaica till England år 1768 insjuknade fartygets kapten och förstestyrman och Paul blev kapten på briggen ”John” och förde fartyget och besättningen i säkerhet. Han bosatte sig i Virginia och lade till Jones till sitt namn. Därefter var Jones etablerad som befäl i handelsflottan.
År 1773 stoppade han ett myteri då hans fartyg låg i hamn på ön Tobago, som hade varit en kurländsk koloni. Myteristerna hotade Jones och när han försvarade sig råkade han döda ledaren.
Han var tvungen att fly till Amerika för att undvika att bli dömd av en kurländsk guvernör. I Amerika var läget spänt efter att den engelska kronan lagt skatt på te. Det amerikanska frihetskriget bröt ut och Jones, som kom från Skottland, anmälde sig frivilligt till tjänst i den nya Continental Navy.

### Befäl i Kontinentala Flottan

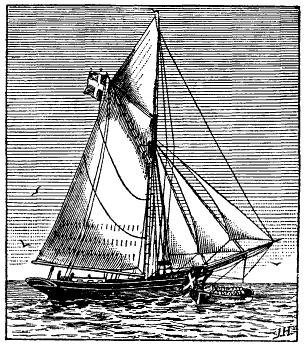
En slup
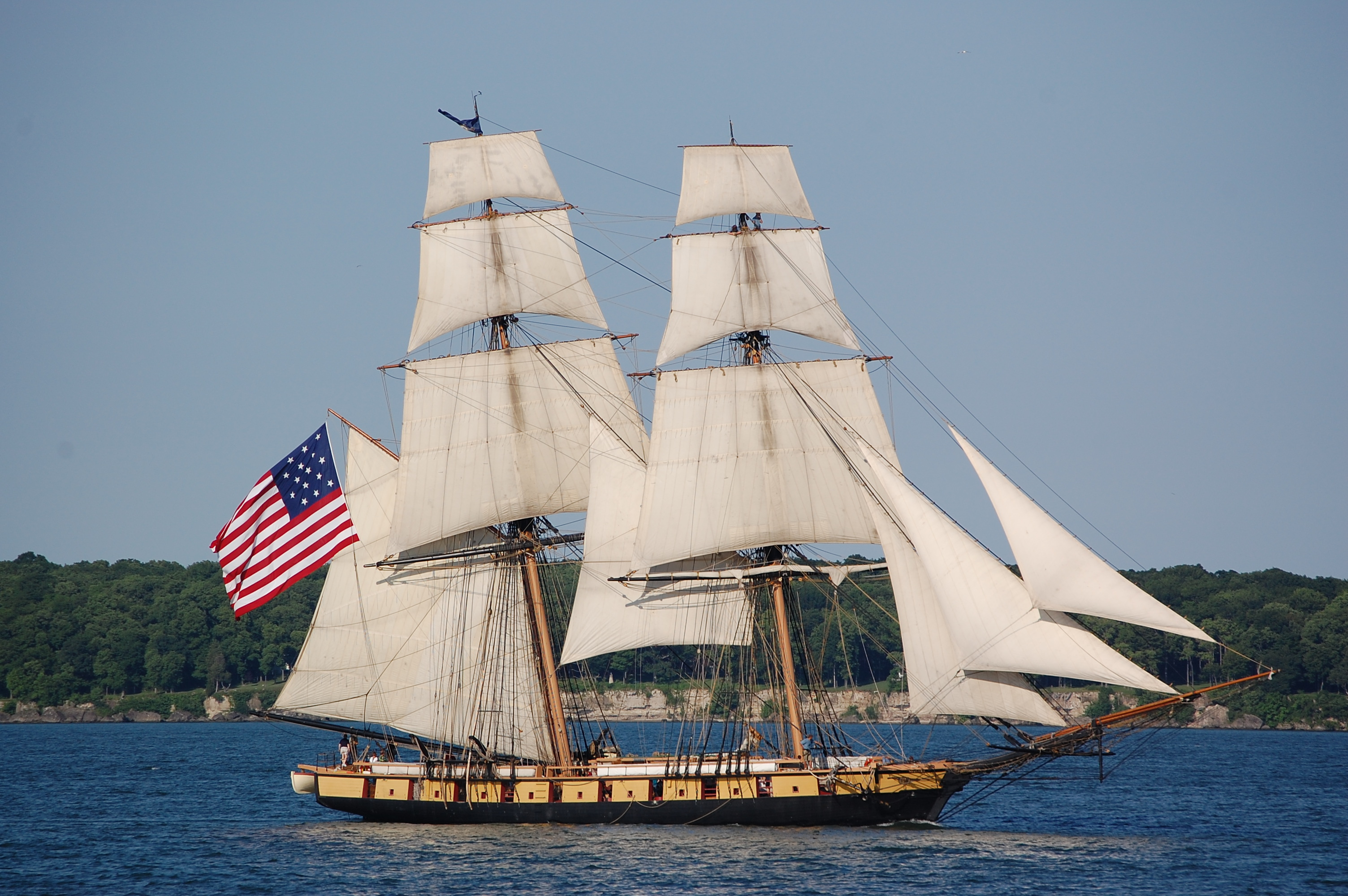
Amerikansk brigg
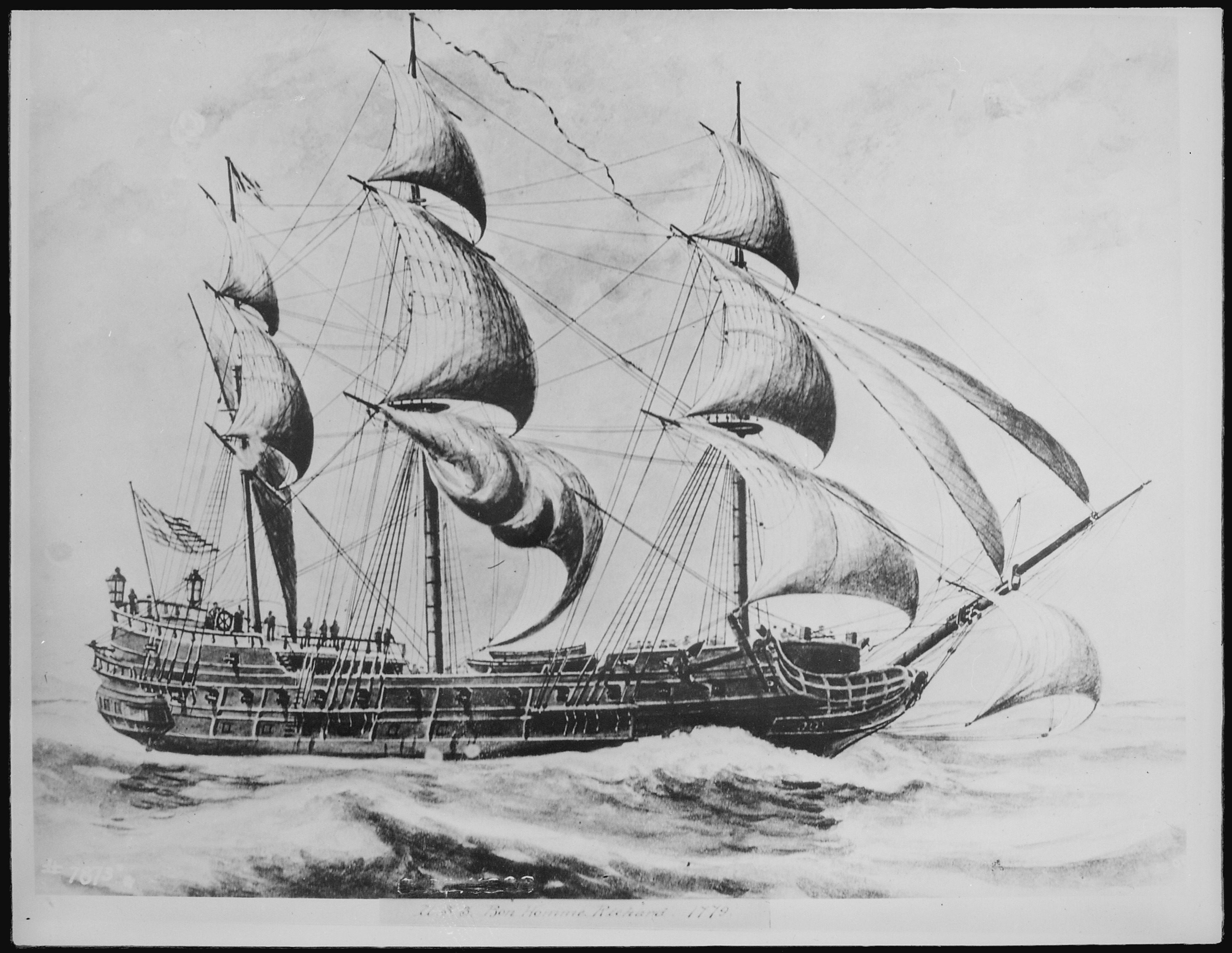
Bonhomme Richard

Den Kontinentala Flottan bildades 1775 och till överbefälhavare utsågs Esek Hopkins, före detta kapare och kapten på slavskepp. Den 7 december 1775 mönstrade Jones som löjtnant på flaggskeppet Alfred. Fartyget hade byggts som ett handelsfartyg i Philadelphia, men rekvirerades 1775 och byggdes om och bestyckades som fregatt. Redan året därpå utnämndes han till fartygschef på slupen Providence, bestyckad med 21 kanoner. Under en enda resa kapade han 16 engelska fartyg.
Efter dessa framgångar befordrades han till kapten och utnämndes till fartygschef på fregatten Alfred, bestyckad med 24 kanoner och kapade ytterligare flera fartyg.

#### Kanonslupen Ranger
Kanonslupen Ranger byggdes vid ett varv i New Hampshire och tog i tjänst den 1 november. Den var 33 m lång och bestyckad med 18 kanoner. John Paul Jones blev dess förste befälhavare och skickades på en expedition till Frankrike med order att attackera brittiska fartyg. I april 1778 angrep Ranger den brittiska kanonslupen Drake, som var på väg ut från hamnen i Carrickfergus på Irland. Ranger hade en fördelaktig vind och kunde beskjuta Drake och kapa fartyget.

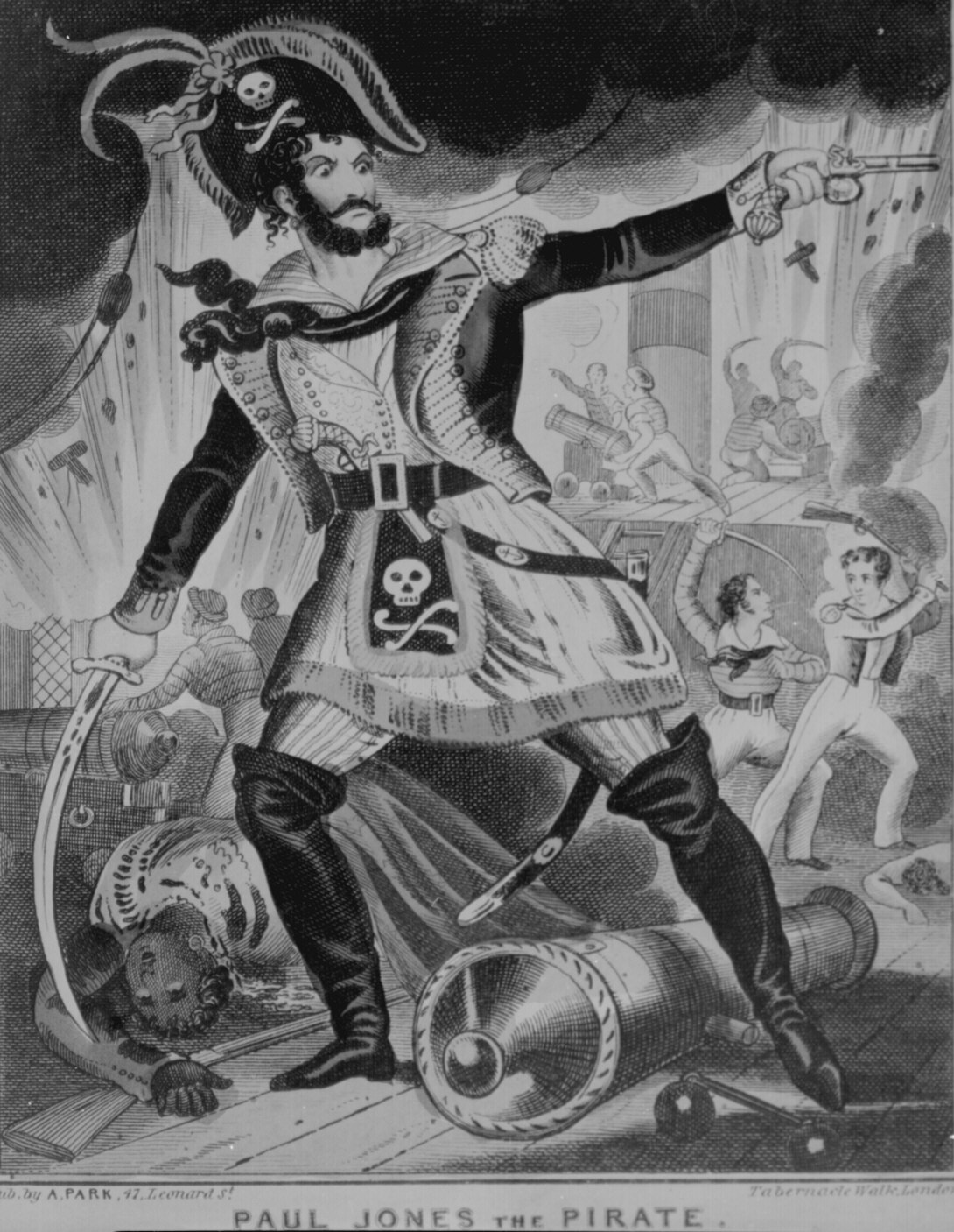
Sjörövaren Paul Jones, enligt engelsk press

Från Carrickfergus var det inte långt till Whitehaven i England. Vid midnatt låg Ranger utanför den hamn varifrån Jones seglade till Amerika som 13-åring. Han utrustade två skeppsbåtar och smög sig i hamnen och attackerade det södra fortet, förstörde kanoner och satte eld på byggnaderna.

#### Jones i Paris
När Jones hade korsat Atlanten med USS Ranger sökte han upp ambassadören Benjamin Franklin och Silas Deane, som var hemlig agent med uppgift att söka finansiell hjälp för den amerikanska revolutionen. De hade diskuterat fartyg för den ”Kontinentala Flottan” och Franklin ställde i utsikt att Jones kunde få befäl över fregatten L’Indien som höll på att utrustas på ett varv i Nederländerna.
I februari 1778 tecknade de tretton kolonierna ett handels- och förbundsavtal med Frankrike. Deane utnämnde Markis de Lafayette till generalmajor och denne avreste på egen bekostnad till South Carolina. 
I maj 1778 återvände Jones till Frankrike med sju kapade fartyg. Han reste till Paris och träffade Franklin för ett nytt befäl. Men det holländska varvet hade pressats av England att sälja L’Indien till den franske kungen. Jones stannade i Paris i väntan på ett nytt fartyg och blev god vän med Franklin. Den 4 februari 1779 ställdes ett tungt bestyckat skepp, Duc de Duras till Jones disposition. För att hedra Franklin döpte han fartyget till Bonhomme Richard.
Den 6 februari 1779 återvände Lafayette till Brest på den nya amerikanska fregatten Alliance. Detta fartyg skulle sedan ingå i den amerikanska eskadern under Jones.

#### Bonhomme Richard
Handelsfartyget Bonhomme Richard, tidigare Duc de Duras, byggdes 1765 i 
Lorient för det Franska Ostindiska Kompaniet. Fartyget ställdes 1779 till Jones förfogande. Det var 46 m långt och utrustades med 42 kanoner och plats för 380 officerare, soldater och sjömän.
Den 14 augusti 1779 lämnade Bonhomme Richard och fregatten Alliance hamnen i Bretagne och seglade runt de brittiska öarna. 
Den 23 september utanför Yorkshires kust mötte eskadern HMS Serapis och kaparfartyget Countess of Scarborough, hyrd av Royal Navy. De engelska fartygen, som eskorterade en baltisk handelsflotta, förlorade sjöslaget mot de amerikanska fregatterna. Men Bynhomme Richard var illa skadad och sjönk dagen efter. Jones och besättningen kapade Serapis och kunde segla tillbaka till Frankrike. Countess of Scarborough lyckades illa tilltygad ta sig i hamn och den baltiska handelsflottan klarade sig.

## Jones i Ryssland
Jones återvände till Brest på det kapade engelska örlogsfartyget Serapis. Han hyllades som en stor hjälte. År 1780 kallades han till den franske Kungen Louis XVI som hedrade honom med ”Chevalier John Paul Jones”  och överräckte  Franska militärtjänstorden tillsammans med ett svärd.
I Amerika fick han inget nytt befäl. Jones reste då till Sankt Petersburg och erbjöd den ryska Kejsarinnan Katarina sina tjänster. Han utnämndes till konteramiral och fick befäl över flaggskeppet ”Vladimir” som ingick i Svartahavsflottan. Han var framgångsrik i Rysk-turkiska kriget (1787–1792). Jones tilldelades Sankt Annas orden och kallades den hedervärda kosacken av sina kollegor. 
Efter kriget reste han till Paris och kom mitt i den Franska revolutionen. John Paul Jones dog i sin våning den 18 juli 1792.

## Utmärkelser
- Asteroiden 9258 Johnpauljones är uppkallad efter honom.[20]

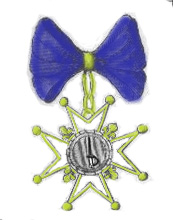
Franska militär- förtjänstorden
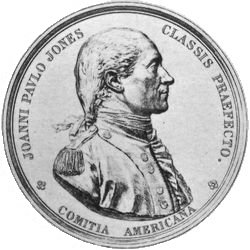
Congressional Gold Medal, USA
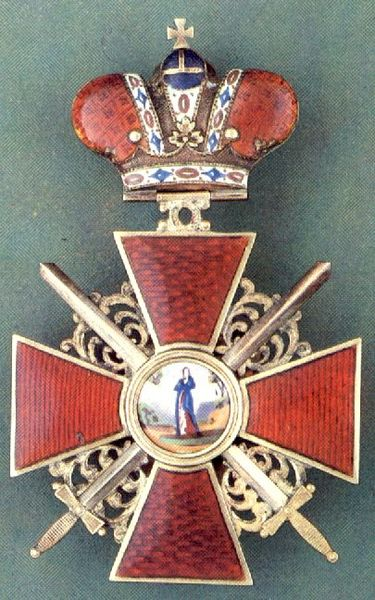
Sankt Annas orden, Russia